# رضوان غمري
محمد رضوان غمري (1953 الجزائر) هو لاعب كرة قدم جزائري.

## روابط خارجية
- رضوان غمري على موقع ناشيونال فوتبول تيمز (الإنجليزية)